# Kathrin Unterwurzacher
Kathrin Unterwurzacher (Innsbruck, 5 de junio de 1992) es una deportista austríaca que compite en judo.
Ganó dos medallas en el Campeonato Europeo de Judo, plata en 2016 y bronce en 2017. Participó en los Juegos Olímpicos de Río de Janeiro 2016, ocupando el séptimo lugar en la categoría de –63 kg.

## Palmarés internacional
| Campeonato Europeo | Campeonato Europeo | Campeonato Europeo | Campeonato Europeo |
| Año                | Lugar              | Medalla            | Categoría          |
| ------------------ | ------------------ | ------------------ | ------------------ |
| 2016               | Kazán (Rusia)      | Medalla de plata   | –63 kg             |
| 2017               | Varsovia (Polonia) | Medalla de bronce  | –63 kg             |